# Oceanside Pier

Der Oceanside Pier

Der Oceanside Pier ist eine hölzerne Seebrücke der US-amerikanischen Stadt Oceanside im San Diego County im Süden Kaliforniens. Mit einer Länge von 596 Metern ist er die längste hölzerne Seebrücke der US-amerikanischen Westküste.

## Geschichte
Der Pier wurde 1888 an der heutigen Wisconsin Avenue errichtet. Der ursprüngliche Pier wurde bereits im Winter 1890 während eines starken Sturms zerstört, jedoch 1893 am Pier View Way neu errichtet. Am Promenadenabschnitt des Piers wurde 1919 das Junior Seau Pier Amphitheatre mit einer Kapazität von bis zu 2500 Zuschauern gebaut. Der Pier in seiner heutigen Form kostete etwa 5 Mio. US-Dollar (4,7 Mio. Euro) und musste nach mehreren Zerstörungen bereits fünfmal neu erbaut werden. In seiner heutigen Form besteht er seit 1925, der hölzerne Teil seit 1988.
Heute ist der Pier vor allem unter Anglern beliebt.